# Championnat de Hong Kong de football 1957-1958
Navigation
Saison précédente Saison suivante
La saison 1957-1958 du Championnat de Hong Kong de football est la treizième édition de la première division à Hong Kong, la First Division League. Elle regroupe, sous forme d'une poule unique, les treize meilleures équipes du pays qui se rencontrent deux fois, à domicile et à l'extérieur. En fin de saison, afin de permettre le passage du championnat de 13 à 12 formations, les trois derniers du classement sont relégués et remplacés par les deux meilleurs clubs de Second Division League, la deuxième division hongkongaise.
C'est le club de South China AA, tenant du titre, qui remporte à nouveau le championnat cette saison après avoir terminé en tête du classement final, avec cinq points d'avance sur Kowloon Motor Bus FC et treize sur Kitchee SC. C'est le septième titre de champion de Hong Kong de l'histoire du club.

## Clubs participants
- Kitchee SC
- Kowloon Motor Bus FC
- Chinese AA
- South China AA
- Eastern AA
- Tung Wah FC - Promu de D2
- Sing Tao SC
- Hong Kong FC
- Kwong Wah AA
- Army XI
- Royal Air Force FC
- Hong Kong Police FC
- Jardines SA - Promu de D2

## Compétition
Le barème de points servant à établir les classements se décompose ainsi :
- Victoire : 2 points
- Match nul : 1 point
- Défaite : 0 point

### Classement
| Rang | Équipe               | Pts | J  | G  | N | P  | Bp  | Bc | Diff |
| ---- | -------------------- | --- | -- | -- | - | -- | --- | -- | ---- |
| 1    | South China AAT      | 45  | 24 | 22 | 1 | 1  | 137 | 22 | +115 |
| 2    | Kowloon Motor Bus FC | 40  | 23 | 19 | 2 | 2  | 101 | 35 | +66  |
| 3    | Kitchee SC           | 32  | 22 | 13 | 6 | 3  | 71  | 49 | +22  |
| 4    | Chinese AA           | 26  | 24 | 10 | 6 | 8  | 52  | 48 | +4   |
| 5    | Hong Kong Police FC  | 24  | 24 | 9  | 6 | 9  | 73  | 75 | -2   |
| 6    | Eastern AA           | 22  | 24 | 10 | 2 | 12 | 39  | 50 | -11  |
| 7    | Sing Tao SC          | 21  | 24 | 9  | 3 | 12 | 58  | 59 | -1   |
| 8    | Army XI              | 20  | 22 | 9  | 2 | 11 | 42  | 64 | -22  |
| 9    | Tung Wah FCP         | 19  | 24 | 7  | 5 | 12 | 41  | 78 | -37  |
| 10   | Kwong Wah AA         | 18  | 24 | 7  | 4 | 13 | 55  | 76 | -21  |
| 11   | Jardines SAP         | 16  | 24 | 6  | 4 | 14 | 47  | 70 | -23  |
| 12   | Hong Kong FC         | 13  | 24 | 3  | 7 | 14 | 46  | 91 | -45  |
| 13   | Royal Air Force FC   | 10  | 23 | 5  | 0 | 18 | 39  | 84 | -45  |

|  | Champion de Hong Kong 1958              |
|  | Relégation directe en deuxième division |
|  | T : Tenant du titre P : Promu de D2     |

- Trois rencontres du championnat ne sont pas jouées pour des raisons indéterminées.

## Bilan de la saison
| Championnat de Hong Kong de football 1957-1958 |                           |
| Champion                                       | South China AA (7e titre) |
| Coupes et trophées                             |                           |
| Vainqueur de la Coupe de Hong Kong 1957-1958   | Non disputée              |
| Promotions et relégations                      |                           |
| Promus en First Division League                | Little Sai Wan FC         |
| Promus en First Division League                | Caroline Hill FC          |
| Relégués en Second Division League             | Jardines SA               |
| Relégués en Second Division League             | Hong Kong FC              |
| Relégués en Second Division League             | Royal Air Force FC        |